# Robert Sturm (Bildhauer)

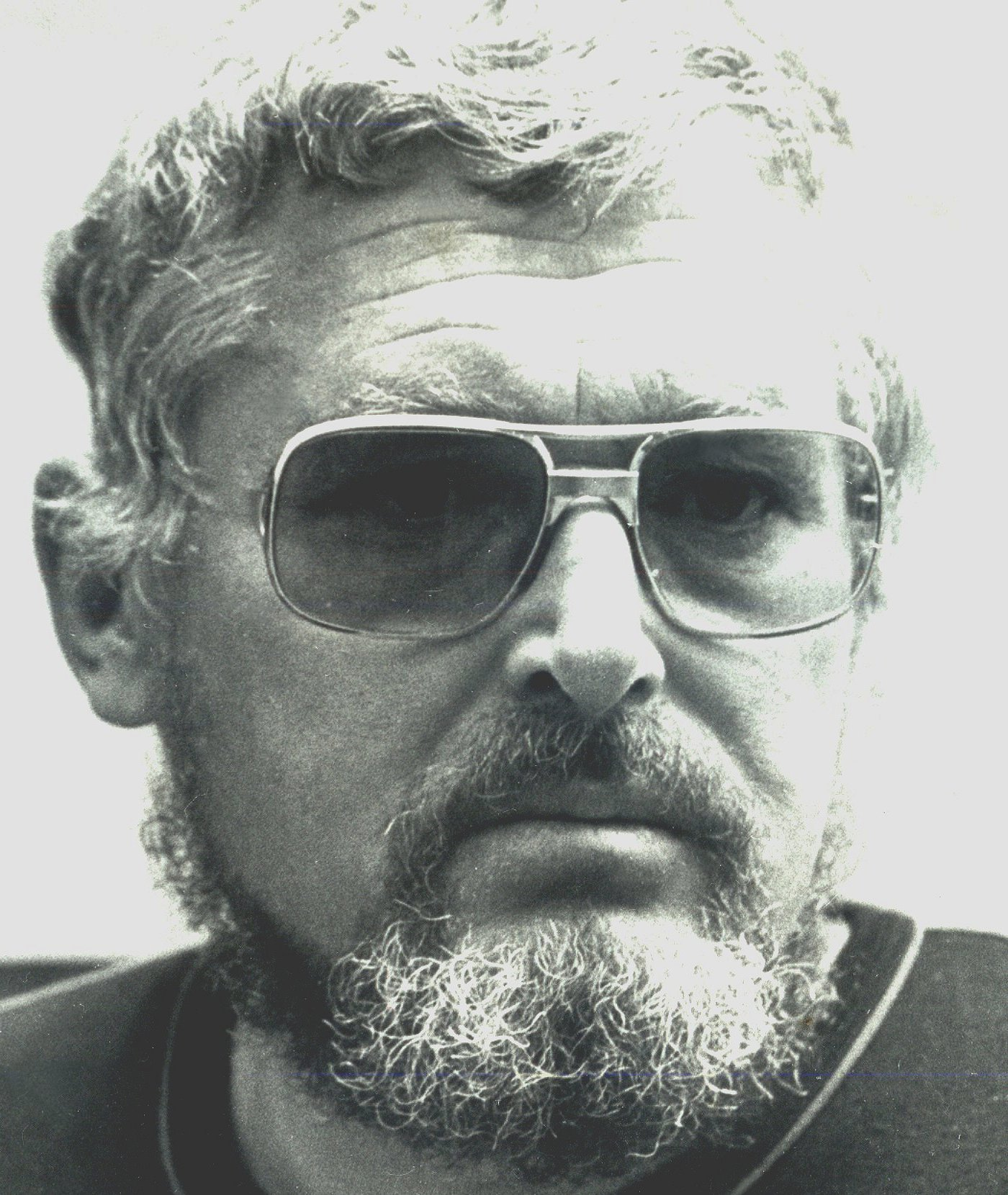
Robert Sturm

Robert Sturm  (* 1935 in Bad Elster; † 1994 in Fulda) war ein deutscher Bildhauer, Keramiker und Hochschullehrer.

## Leben
Sturm studierte von 1956 bis 1962 an der Kunsthochschule Kassel Bildhauerei bei Walter Linck, Brigitte Meyer-Denninghoff und Bernhard Bylandt-Rheydt, sowie Keramik bei Walter Popp und Kunstpädagogik bei Ernst Röttger. Er war Meisterschüler der Bildhauerklasse und von 1960 bis 1961 und Assistent bei Ernst Röttger für Grundlehre und plastisches Gestalten.
Als Stipendiat der Studienstiftung des deutschen Volkes unternahm Sturm von 1959 bis 1961 Studienreisen nach Jugoslawien, nach Griechenland und in die Türkei. Ab 1971 lehrte er als Professor an der Fachhochschule Fulda. Nach seiner Ernennung zum Mitglied der Academie Internationale de la Ceramique, Genf, im Jahr 1986 trat er auch der Gruppe 83 – Deutsche Keramiker bei.
Im Jahr 1980 war Sturm Mitbegründer der Kecskemét Group in Ungarn. Acht Jahre später erhielt er einen Auftrag als Gastlektor an der Universität Haifa in Israel und als 1990 Gastdozent an der Europäischen Kunstakademie Trier. Sturm starb 1994 mitten in der Arbeit.

## Werk
Sturm arbeitete seit 1959 mit Skulpturen aus verschiedenen Materialien (Stein, Bronze, Stahl und Aluminium) sowie mit Grafiken in verschiedenen Techniken. So fand er seit 1968 in keramischen Materialien seinen angestrebten Ausdruck und entwickelte mit Beginn der 1980er Jahre eine eigene und unverwechselbare Bildsprache im plastischen Bereich. Durch die Entwicklung einer speziellen keramischen Technik, der Hochbrand – Raku Technik – einer Kombination der klassischen ostasiatischen Raku-Technik mit der Härte hochgebrannten Steinzeugs – fand Sturm das adäquate Ausdrucksmittel für seine Kopf- und Torso-Skulpturen, die den größten Teil seines Œuvres ausmachen.
Seine Formen sind immer fragmentarisch, ohne eine endgültige Festigkeit, ein Ganzes zu erreichen.

## Preise und Auszeichnungen
- 1959: Mitglied der Studienstiftung des Deutschen Volkes
- 1975: Höhr-Grenzhausen, „Deutsche Keramik ’75“
- 1985: Preis der Stadt Offenburg und des Künstlerkreises Ortenau
- 1986: Ernennung zum Mitglied der Academie Internationale de la Ceramique, Genf[5]
- 1989: 1. Preis für keramische Plastik, Westerwaldpreis Höhr-Grenzhausen, auf der „Deutschen Keramik ’89“[6]
- 1990: Le Prix de l’Association Vallaurienne d’Organisations Culturelles et Artistiques, Vallauris[7]
- 1990: Ehrenpreis auf der III. World Triennial Exhibition of Small Ceramics in Zagreb

## Ausstellungen (Auswahl)
Sturm nahm seit 1960 an zahlreichen Gruppenausstellungen teil, außer in Deutschland in mehreren europäischen Ländern, Australien, Neuseeland und Korea.
- 1984: Edwin-Scharff Haus Neu-Ulm und Landesmuseum Oldenburg, Württembergisches Landesmuseum Stuttgart
- 1986: Badisches Landesmuseum Karlsruhe
- 1987: Galerie Maja Ben, Zürich
- 1996: Württembergisches Landesmuseum, Stuttgart

## Arbeiten in öffentlichen Sammlungen (Auswahl)
- Berlin, Staatliche Museen zu Berlin
- Bonn, Kunstsammlung des Bundeskanzleramtes
- Bonn, Kunstsammlung des Bundestages
- Coburg, Kunstsammlungen der Veste
- Hessisches Landesmuseum Darmstadt
- Hetjens-Museum Düsseldorf
- Städtisches Museum Flensburg
- Frechen, Keramion
- Fulda, Vonderau-Museum
- Genf, Musée Ariana
- Karlsruhe, Badisches Landesmuseum
- Kassel, Hessisches Landesmuseum
- Kecskemét, Ungarn
- Koblenz, Mittelrheinmuseum
- Köln, Museum für angewandte Kunst
- Leverkusen, Städtisches Museum Schloss Morsbroich
- Mannheim, Kunsthalle
- Oldenburg, Landesmuseum
- Prag, Umeleckoprumyslové muzeum
- Sögel, Emslandmuseum Schloss Clemenswerth
- Neu-Ulm, Städtische Sammlungen
- Stuttgart, Württembergisches Landesmuseum
- Zürich, Museum Bellerive

## Arbeiten im öffentlichen Raum (Auswahl)
- Kassel, Brunnenplastik 1960/61
- Fulda, Reliefkreuz, 1961
- Gießen, Großplastik Aluminiumguss, 1962/64
- Fulda, Brunnenplastik 1964/65
- Autobahnraststätte Großenmoor-Ost,  Relief, 1980/81
- Bad Salzhausen, Bewegungsbad, Relief, 1980/81
- Kassel, Bundesarbeitsgericht, Relief, 1987